# Otwarta wojna
Otwarta wojna (oryg. tytuł Waan ying dak gung) – hongkoński film sensacyjny z 1998 roku w reżyserii Jingle Ma i Ma Chu Chenga.
W 1999 roku podczas osiemnastej edycji Hong Kong Film Award Wei Tung został nominowany do nagrody w kategorii Best Action Choreography, Kwong Chi-leung został nominowany do nagrody Best Film Editing oraz GH Pictures (China) została nominowana do nagrody Best Sound Design

## Fabuła
Naukowiec Tango One (Ekin Cheng) oraz jego przyjaciel C.S. (Jordan Chan) i Blue Szeto (Kelly Chen) wychowywali się w domu dziecka w Hongkongu. Gdy dorośli zamieszkali w Chicago w Stanach Zjednoczonych, rozpoczęli pracę dla CIA. W tym samym czasie terrorysta znany jako Obcy oraz jego dziewczyna w Belfaście w Wielkiej Brytanii przygotowują na nich zamach. Podczas wesela C.S. zostaje zabita jego panna młoda a Blue Szeto zostaje porwany.

## Obsada
Źródło: Filmweb

- Jordan Chan – C.S.
- Ekin Cheng – Tango One/Paul Wong
- Kelly Chen – Blue Szeto
- Terence Yin – Obcy
- Matthew Ha (niewymieniony w czołówce)
- Asuka Higuchi – Grace
- Vanessa Yeung – stronniczka Aliena
- Jude Poyer
- Brad Allan